# 파자르지크

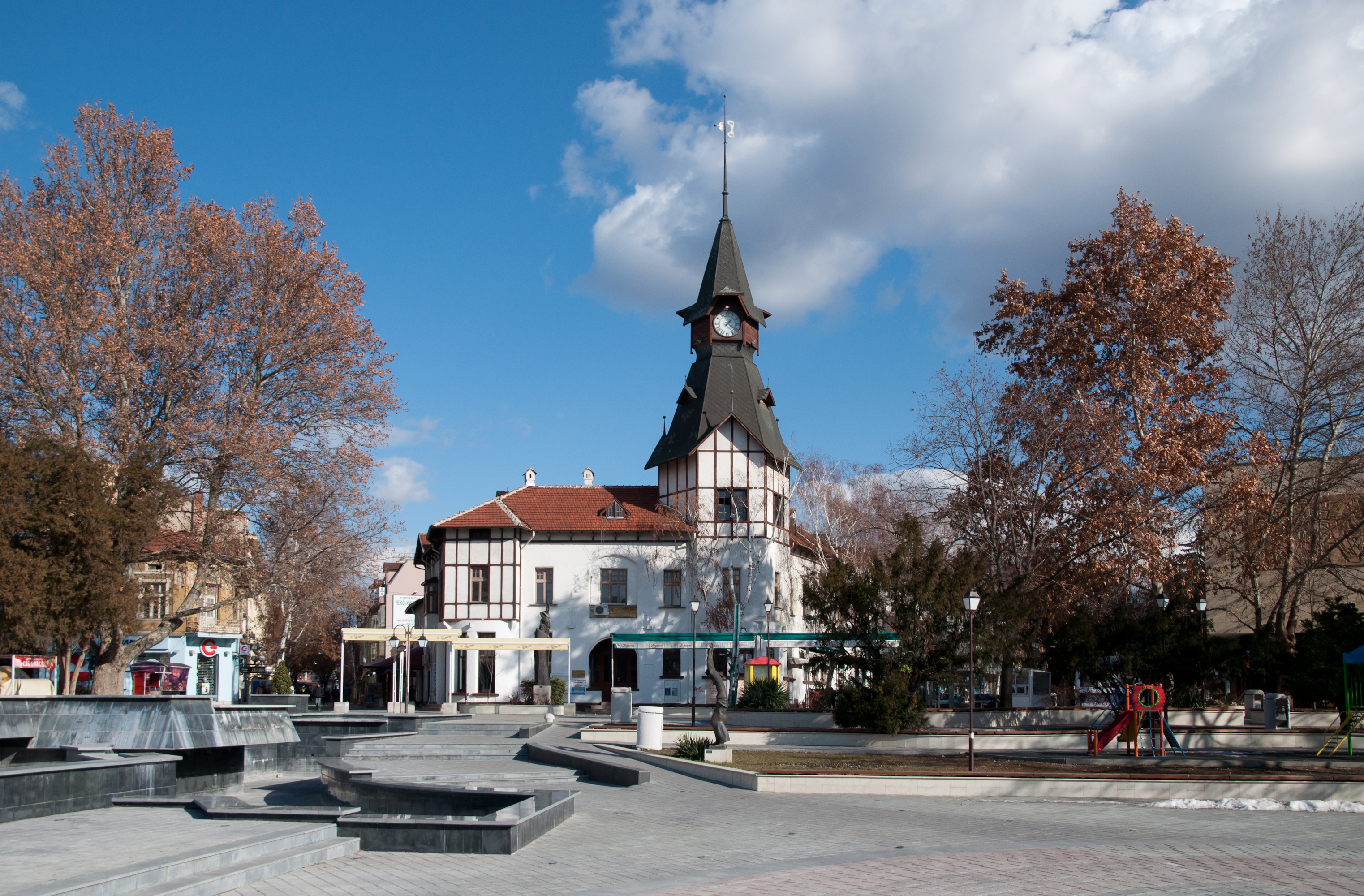
파자르지크

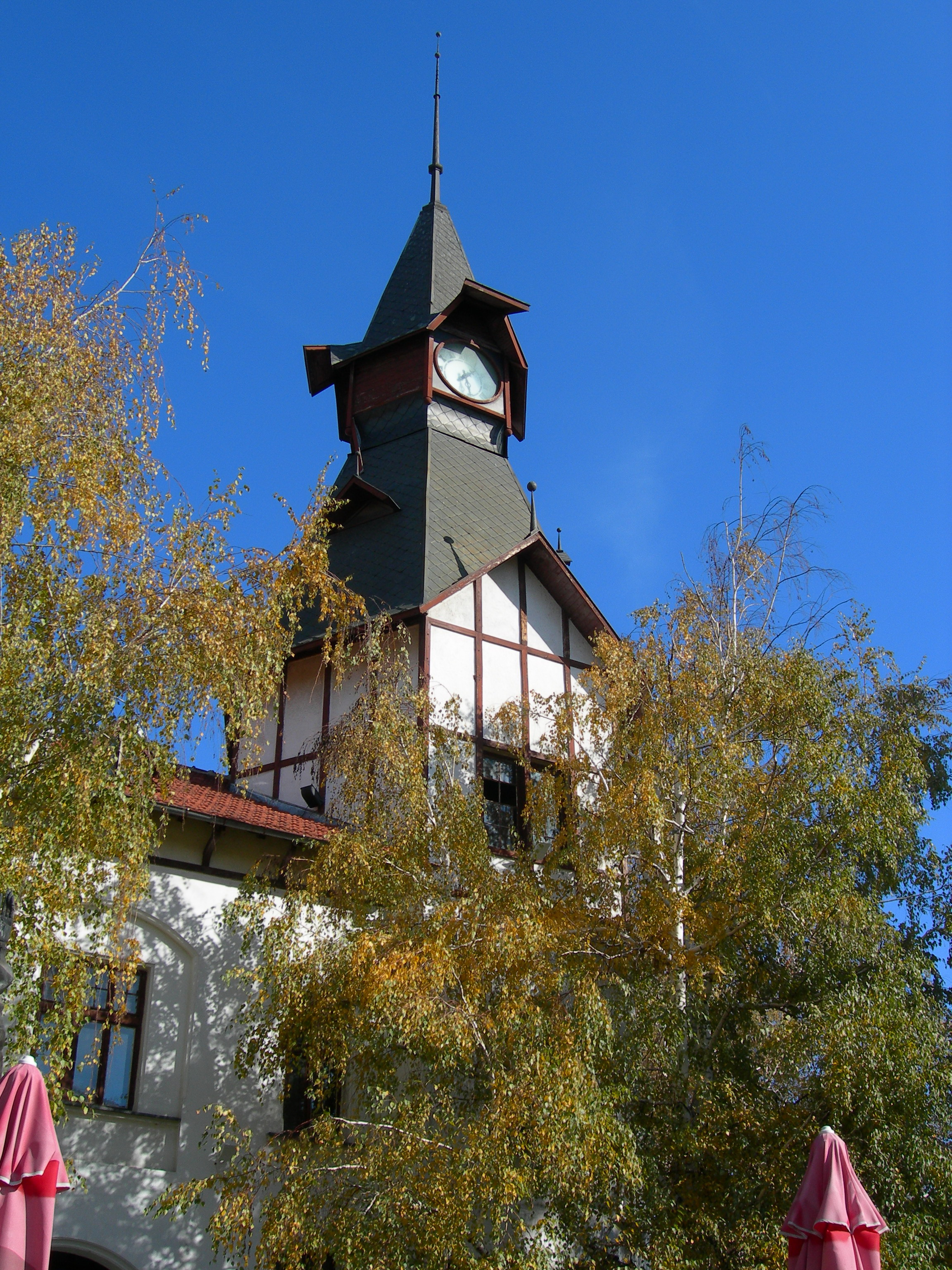
파자르지크에 있는 시계탑

파자르지크(불가리아어: Пазарджик, Pazardzhik)는 불가리아 남부에 위치한 도시로, 파자르지크 주의 주도이며 인구는 71,979명(2011년 2월 기준), 높이는 205m이다.
1485년 타타르족이 마리차강 좌안에 시장을 건설하면서부터 크게 성장했으며 시내에는 역사 박물관이 들어서 있다.

## 자매 도시
- 미국 웨스트벤드
- 러시아 스타브로폴
- 러시아 체호프
- 벨라루스 바리사우